# Маска гармати

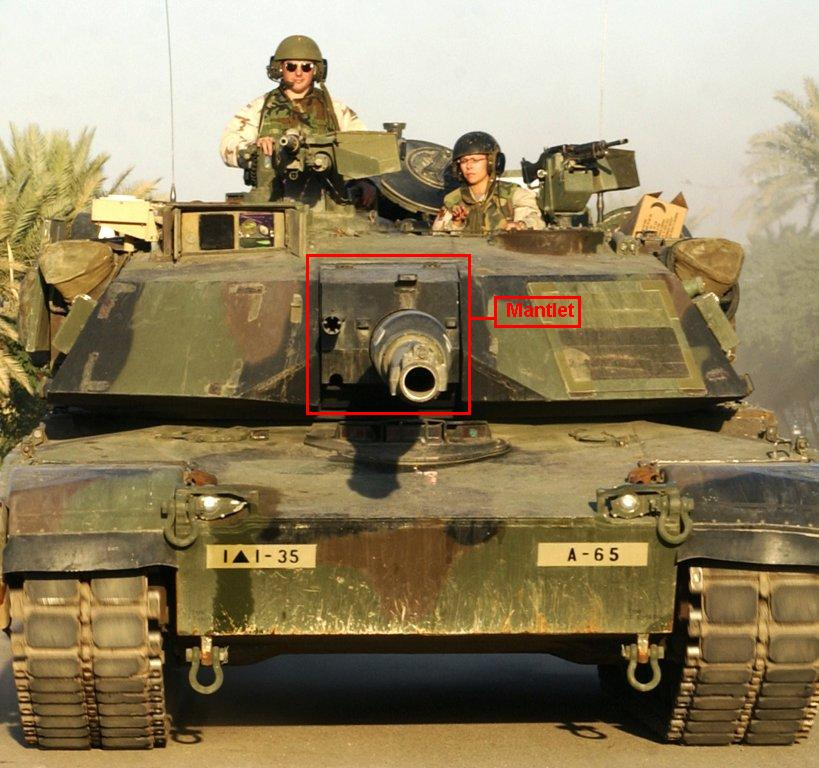
Маска гармати, виділена червоним, встановлена на головну гармату танка (американський M1A1 Abrams)

Маска гармати — це броньовий лист або щит, прикріплений до гармати броньованої бойової машини, який захищає отвір, через який ствол зброї виступає з броні корпусу або башти. На багатьох танках під час Другої світової війни маска гармати закривала як основну гармату, так і будь-яке спарене озброєння та мала найтовщу броню на машині. Однак у багатьох конструкціях танків пізньої та після холодної війни броня гармати стала однією з слабших частин броні башти машини, а отже, слабкою стороною.
Це було пов’язано з тим, що багато конструкцій маски гармати кріпилися безпосередньо до самої гармати, що значно збільшувало вагу всієї гарматної системи та зусилля, необхідні для підйому й опускання гармати. Це створювало проблему для стабілізаторів гармати, оскільки вони ставали менш ефективними та точними в утриманні гармати на місці з додатковою вагою маски. Тому, як можна побачити в танках, таких як M1 Abrams і Leopard 2, маска гармати мала меншу броню порівняно з рештою башти, щоб зменшити вагу, і стала набагато меншою, щоб знизити площу, яку міг би вразити снаряд. В разі влучення це, ймовірно, призвело б до пробиття, виведення гармати з ладу та пошкодження бойового відділення.
Маски гармат можуть бути внутрішніми, як на більшості британських танків, починаючи з 1930-х років, і радянських танків, починаючи з Т-54 зразка 1949 року, або зовнішніми, як на більшості танків часів Другої світової війни.
На танках, таких як Chieftain, маска повністю відсутня.

## Переваги та недоліки
Сильні сторони
Маска гармати зазвичай має важке бронювання, щоб захистити казенник гармати та заряджені боєприпаси.
Слабкі сторони
Маска гармати вразлива з кількох причин, особливо через те, що відомо як «пастка для снарядів». Якщо вхідний снаряд потрапить у закруглену або нахилену маску, відрикошетивши вниз, він може пробити слабку верхню броню. Це було відомою проблемою в танках Pz. V Panther і Pz. VI Tiger II (P), які використовувала Німеччина під час Другої світової війни.

## Галерея

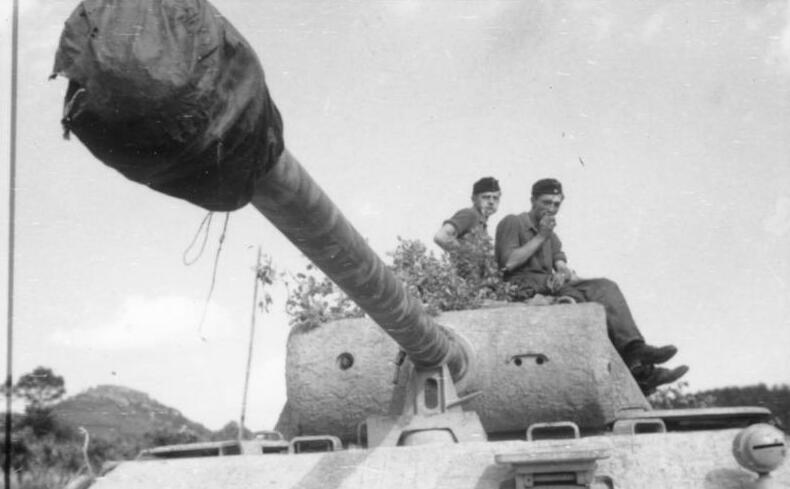
Маска танка Pz. V Panther.
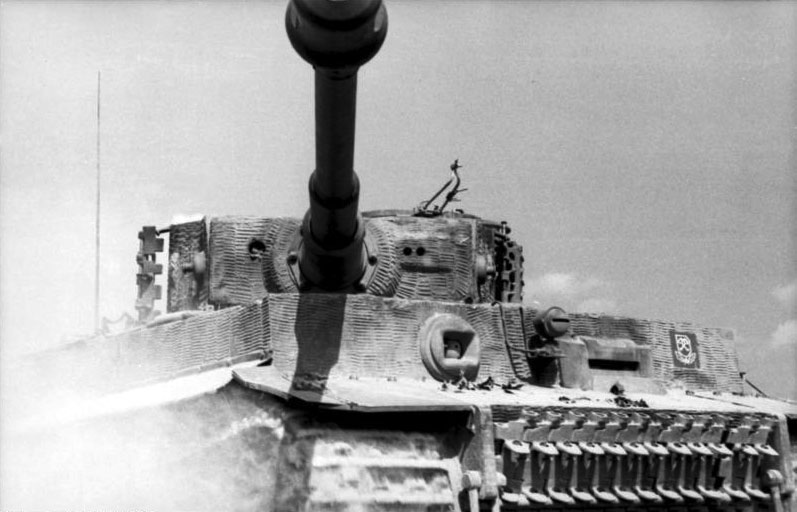
Маска танка  Pz. VI Tiger I
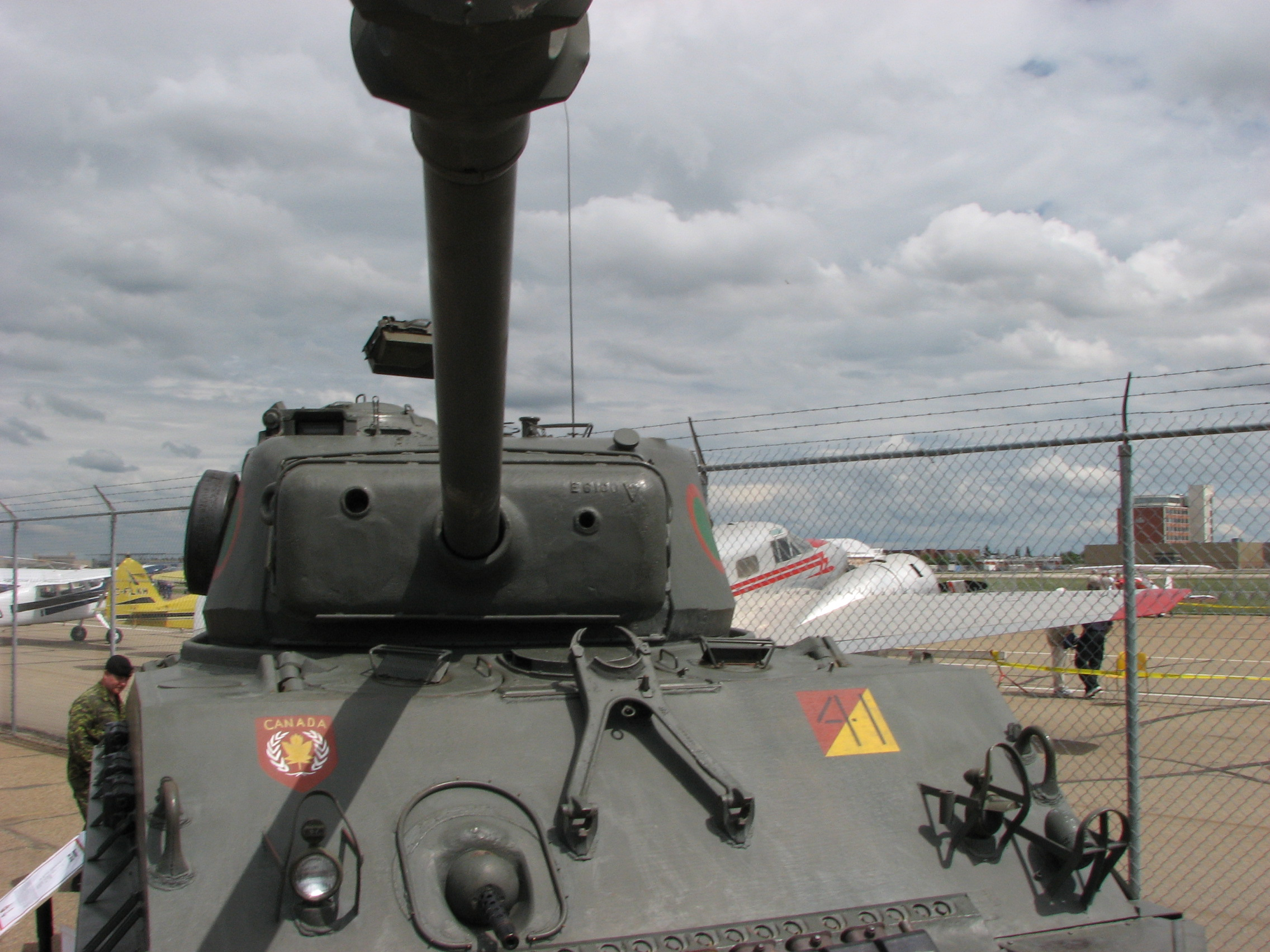
Маска M4 Sherman
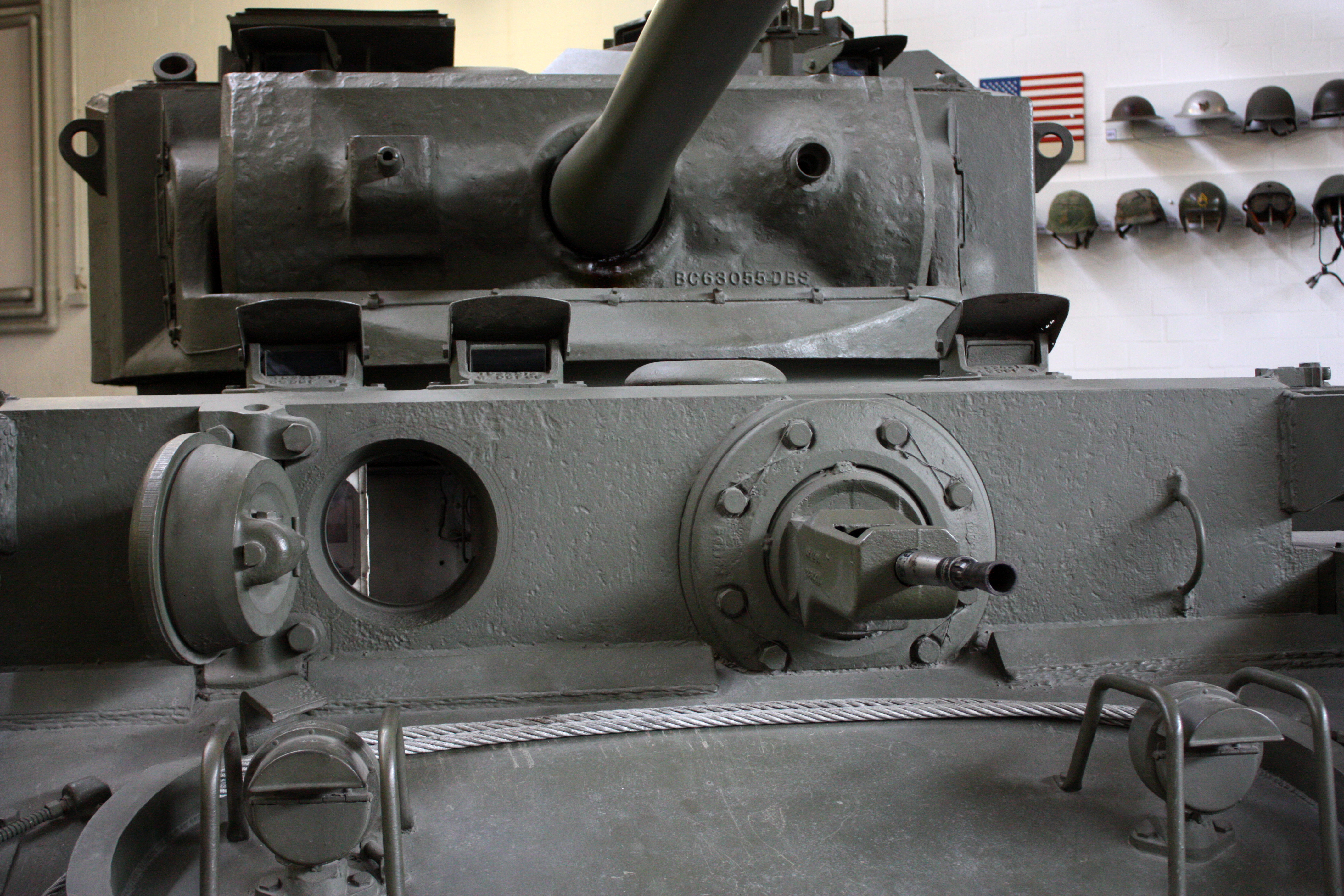
Маска танка Comet
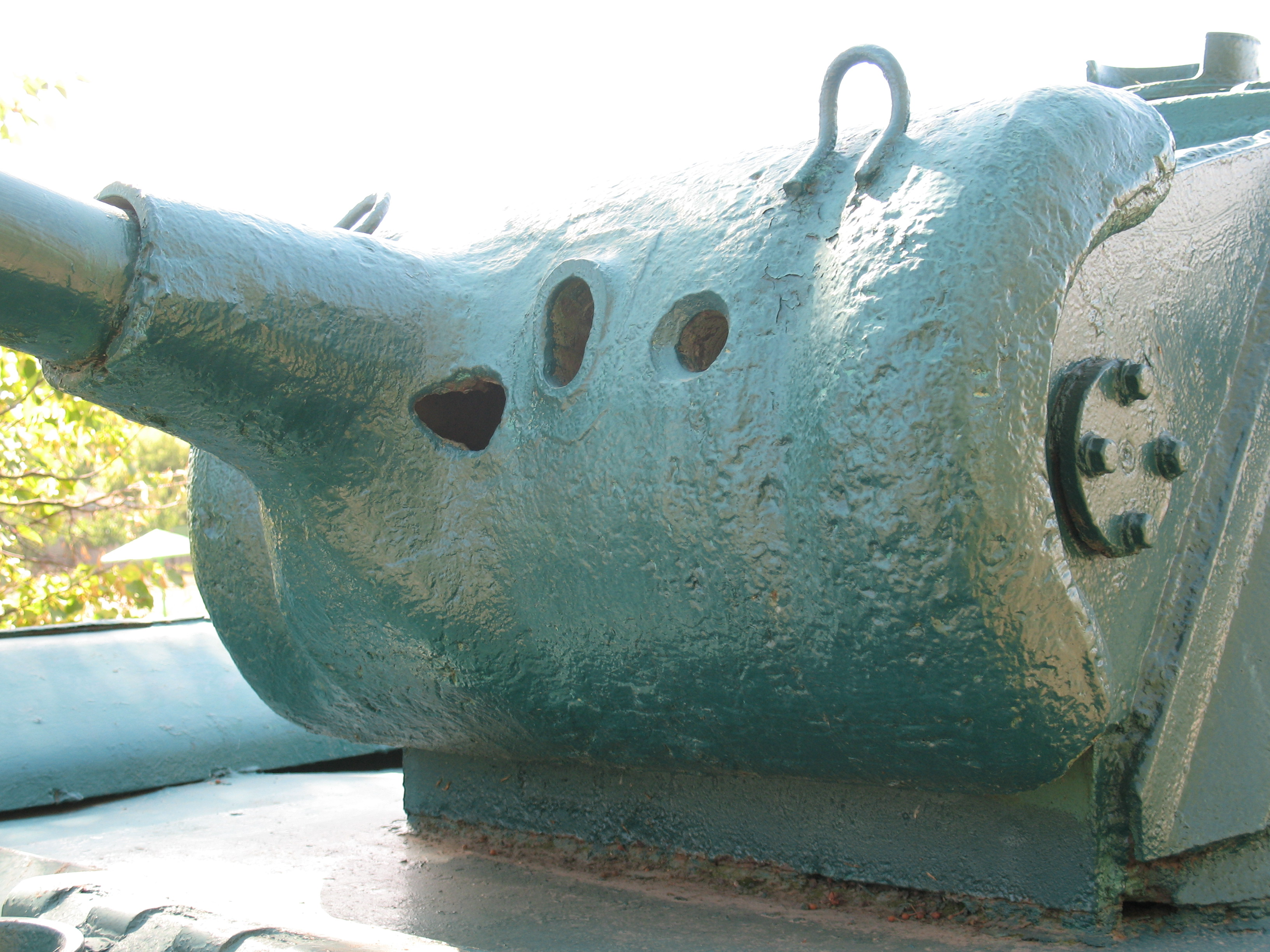
Лита маска Т-70
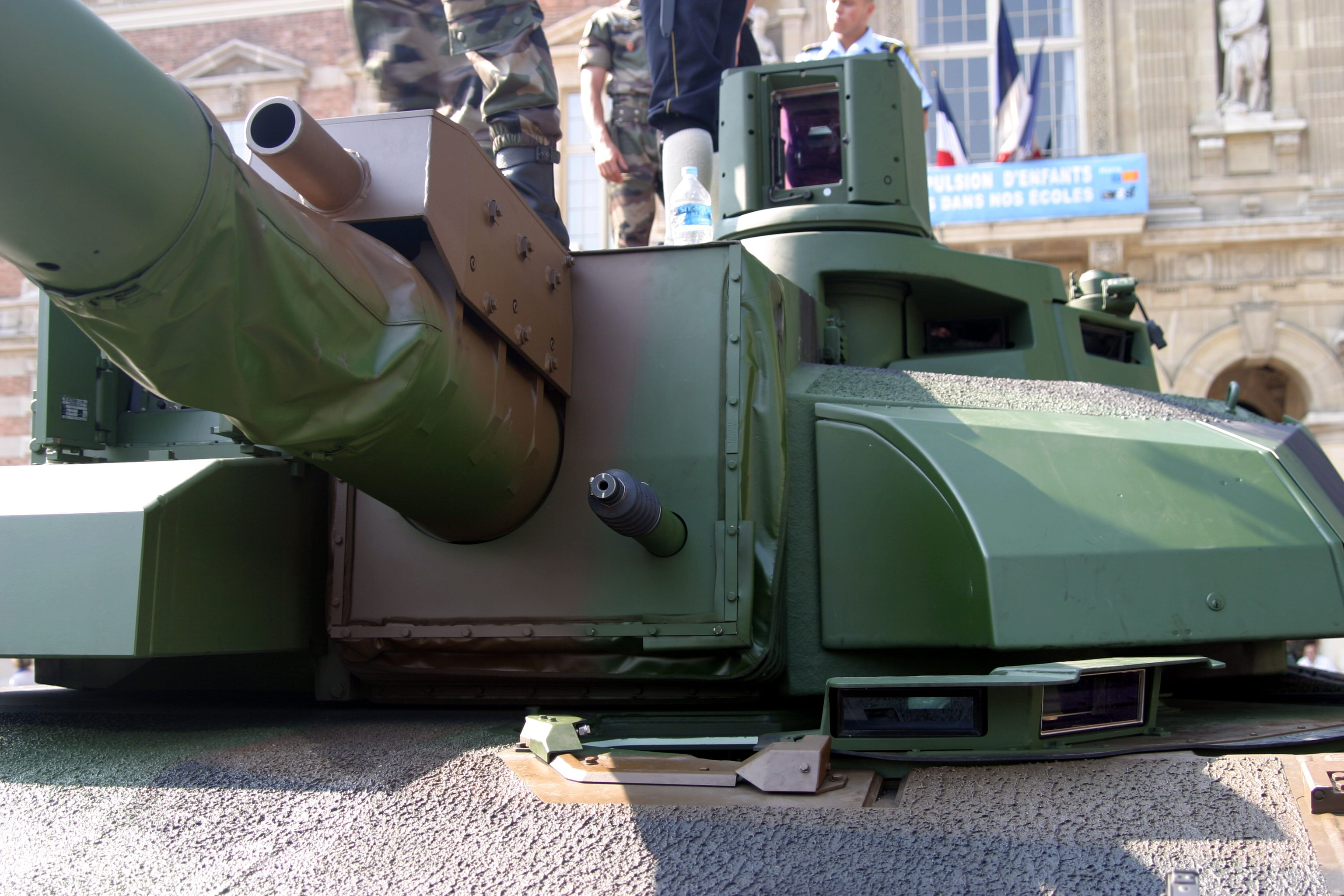
Маска танка Leclerc
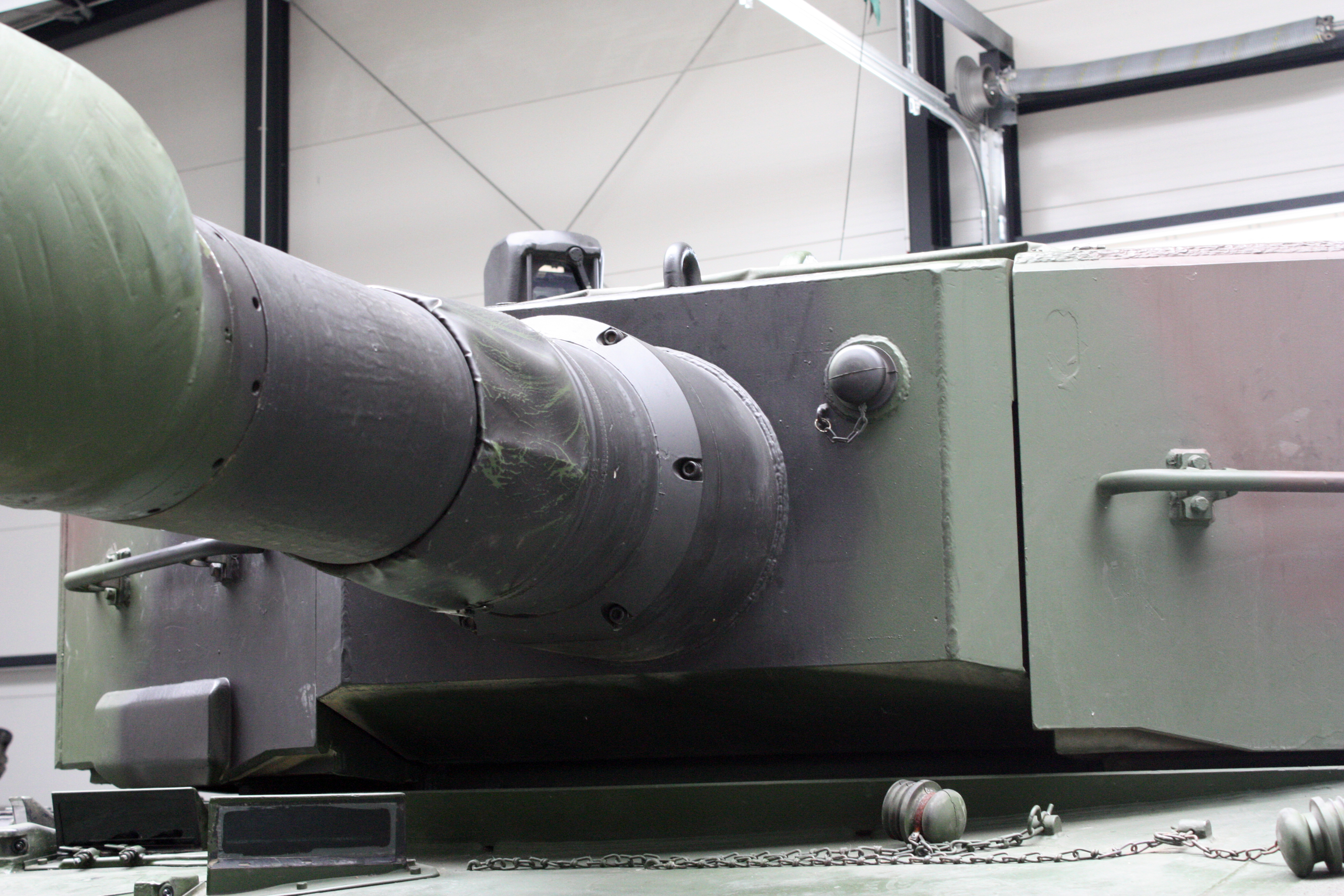
Маска танка Leopard 2A4
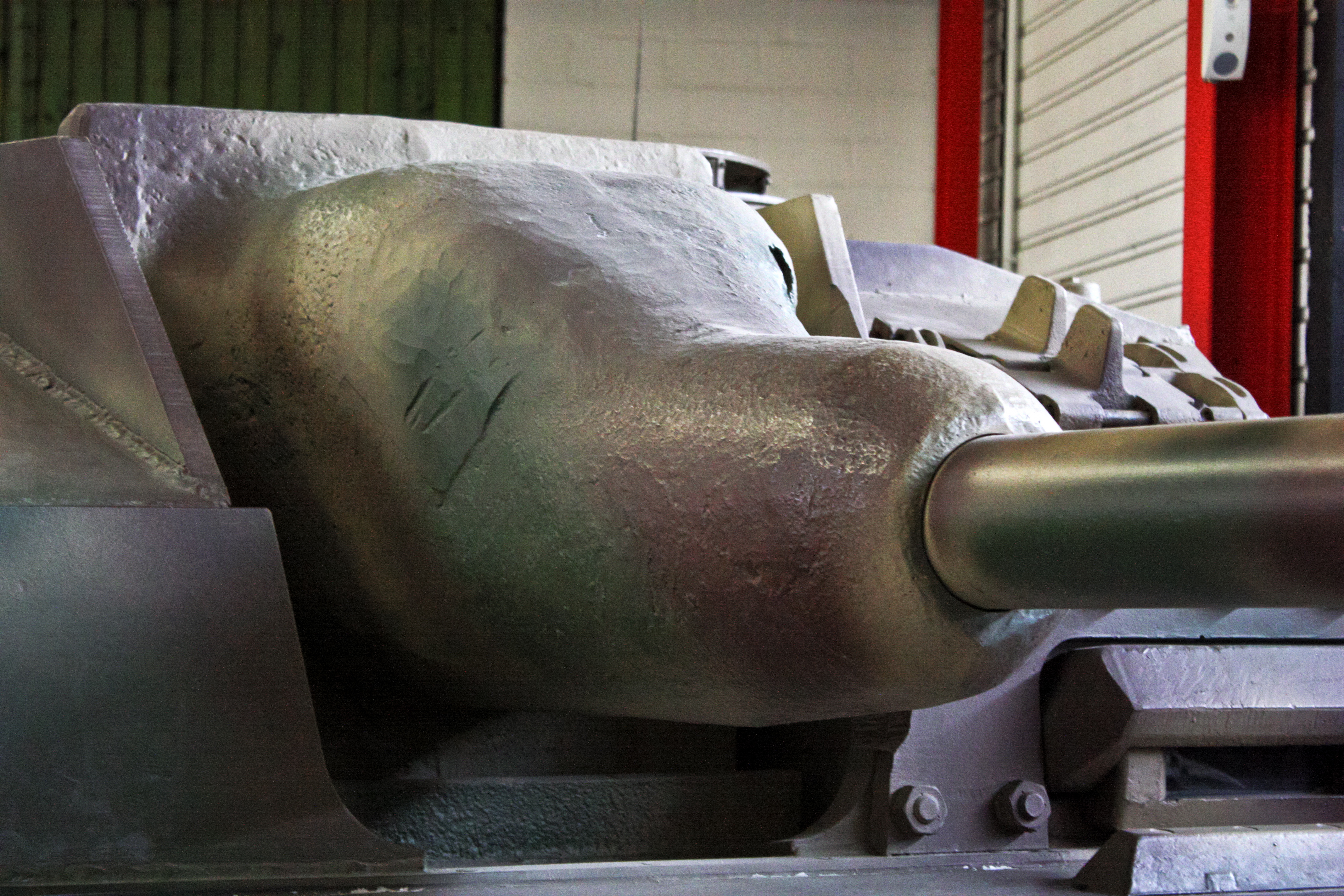
Маска САУ StuG III
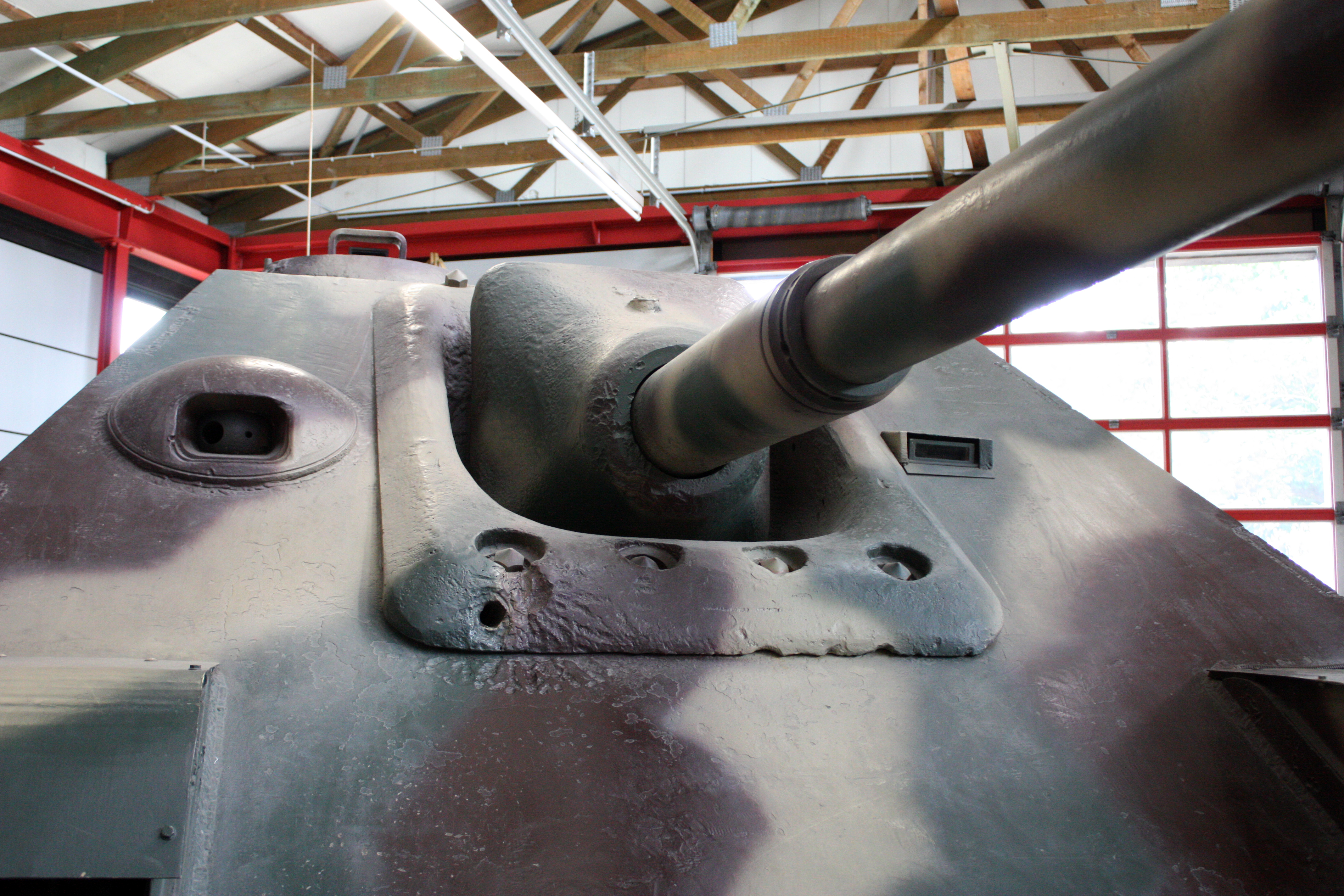
Маска САУ Jagdpanther
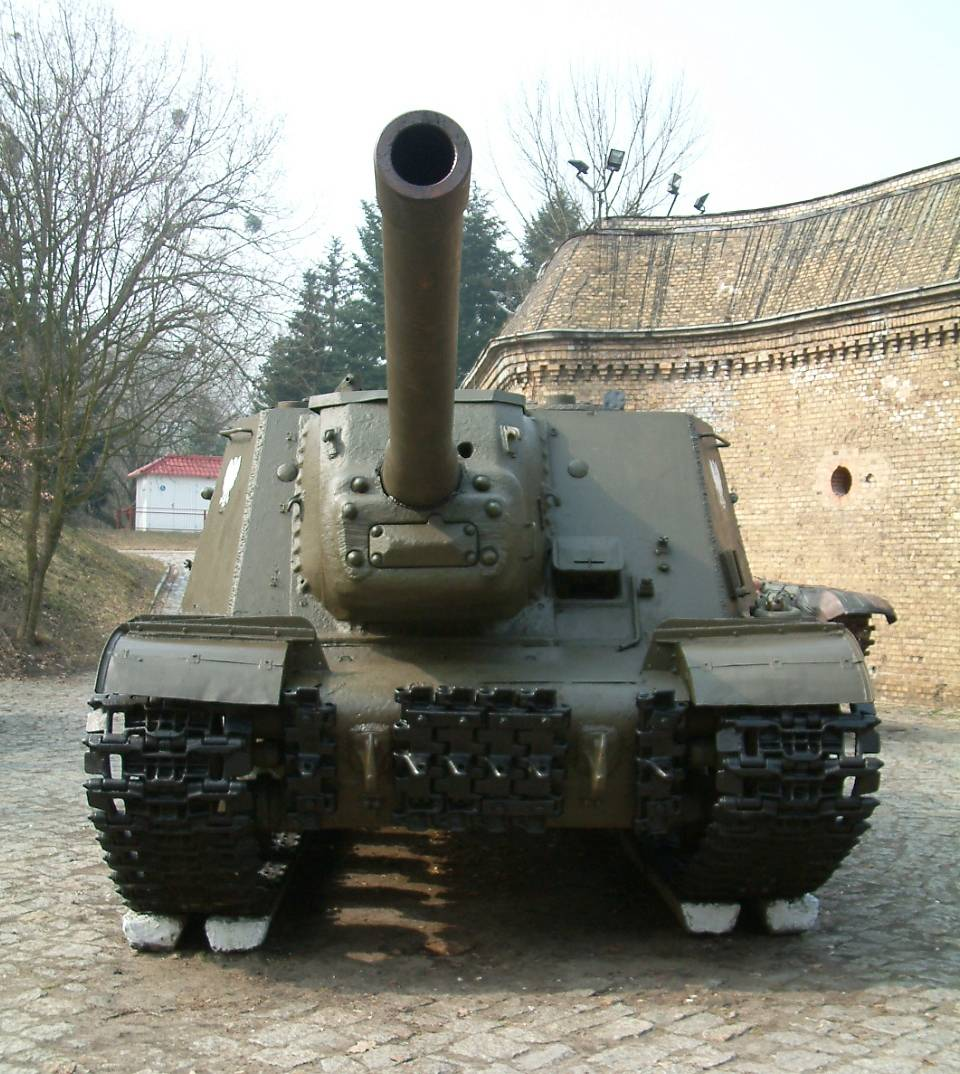
Маска САУ ІСУ-122

## Дивись також
- Башта
- Гарматний щит
- Мантлет